# Maison de François Ier (Paris)
Pour les articles homonymes, voir Maison de François Ier.
La maison François Ier est un ancien hôtel particulier situé à Paris, à l'angle du cours la Reine et de la rue Bayard, et qui a donné son nom au quartier.
De style néo-Renaissance, elle présentait, côté fleuve, une véritable façade du XVIe siècle, venue de Moret-sur-Loing, où elle avait été achetée et démontée avant d’être remontée à Paris. Elle a été détruite en 1956, et sa façade remontée à Moret dans la cour de l'hôtel de ville, où elle se trouve encore.

## Histoire
Le colonel Brack, amant de la comédienne Mlle Mars (1779-1847), avait acheté pour 2 000 francs la façade d'une maison de la Renaissance qu'il avait trouvée dans la cour d'un tonnelier à Moret-sur-Loing. Des salamandres décorant les portes la firent prendre à tort pour la maison bâtie par François Ier pour la duchesse d'Étampes, cependant que la beauté des sculptures les faisaient attribuer à Jean Goujon. 
Le colonel la fit transporter pierre par pierre et adapter à une maison de style néo-Renaissance que l'architecte Jean Marie Dieudonné Biet bâtit en 1823-1825 à l'angle du cours la Reine et de la rue Bayard. 
Le commanditaire était intéressé dans une compagnie du nom de Société des Champs-Élysées qui se proposait de lotir, construire et promouvoir les terrains situés entre le cours la Reine, l'allée d'Antin (avenue Franklin-D.-Roosevelt) et l'allée des Veuves (avenue Montaigne), à qui la spectaculaire maison François Ier devait servir de publicité. Mais les terrains tardèrent à se construire. La maison François Ier resta inhabitée et le colonel Brack et Mlle Mars durent la mettre en vente en 1829. Elle ne fut acquise qu'en 1840 par un notaire, Me Février. 
La maison eut divers occupants et fut, le 7 novembre 1927, inscrite aux monument historique. Malgré cela, elle fut détruite en 1956 pour construire à la place un immeuble de bureaux. La façade Renaissance retourna alors à Moret-sur-Loing, où elle fut remontée à l'arrière de l'hôtel de ville. 
Les lieux ont ensuite laissé place à un immeuble moderne dans les années 1950. Ce bâtiment a accueilli le siège du groupe M6 de 1987 à 1997, aujourd'hui situé dans la banlieue proche de Paris à Neuilly-sur-Seine. C'est aujourd'hui IP France, la régie publicitaire de RTL, qui occupe les locaux.

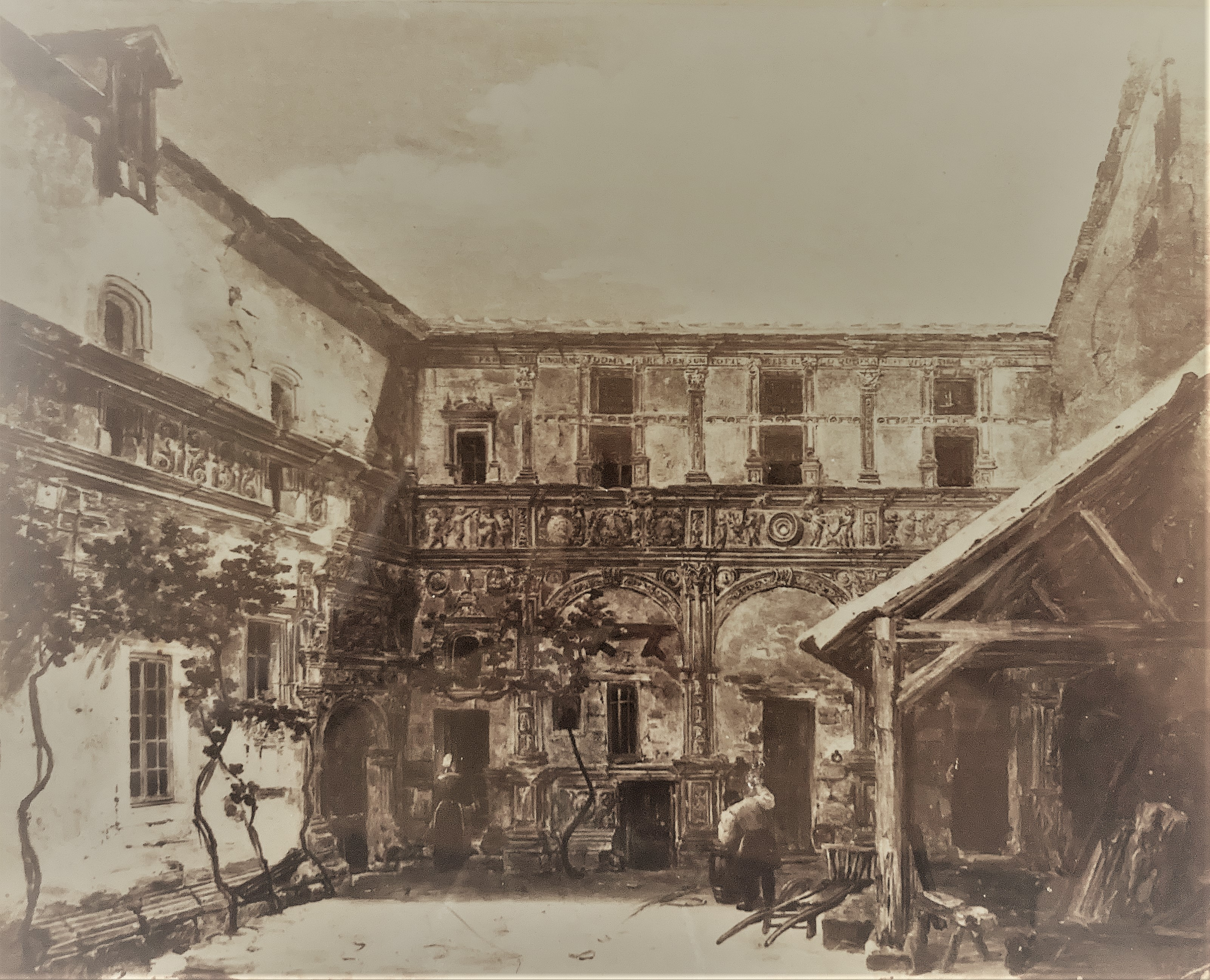
Vue de l'hôtel Chabouillé à Moret-sur-Loing avant que sa façade ne soit démontée pour être remontée à Paris.
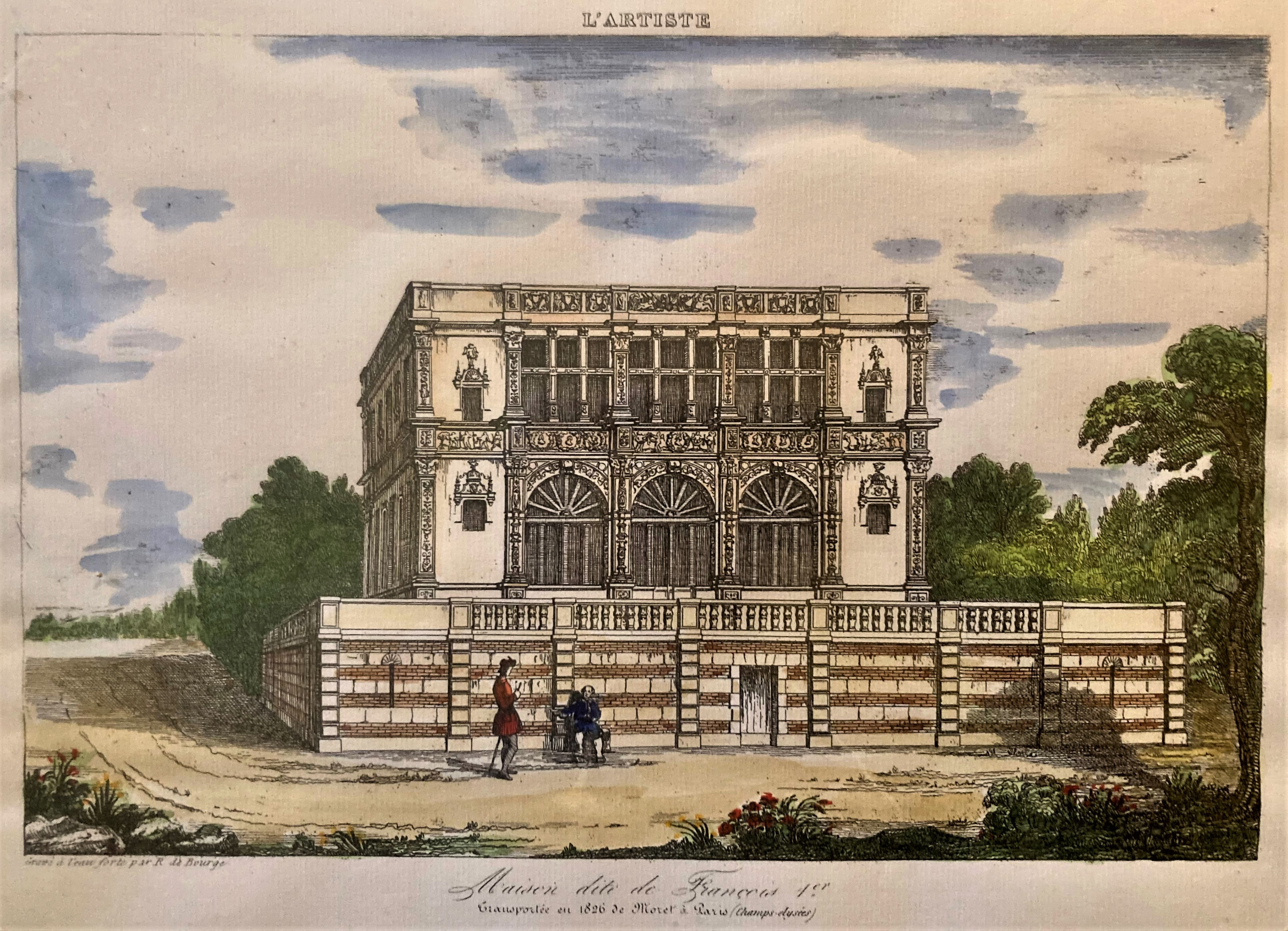
La maison François Ier peu après sa construction, lorsque le quartier n'était pas encore urbanisé.
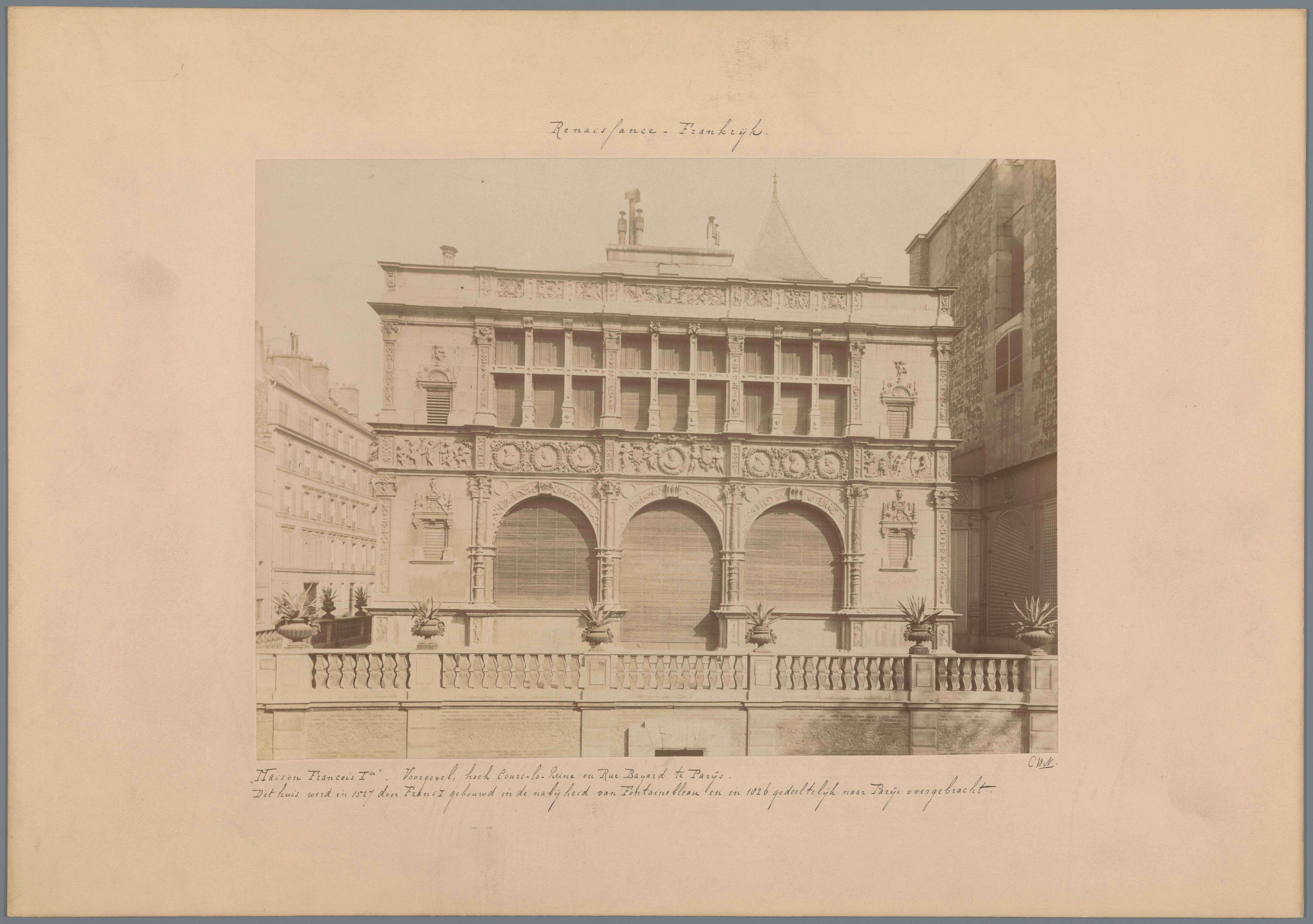
La maison François Ier vers 1900.
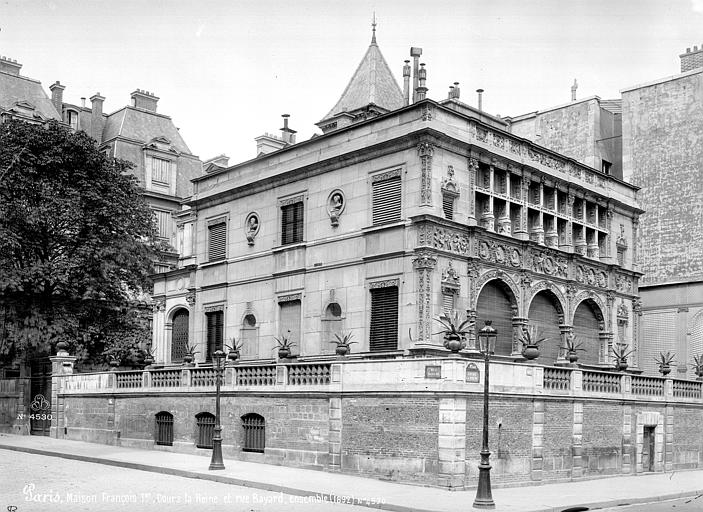
Vue d'ensemble de la maison François Ier au coin de la rue Bayard et du cours la Reine.
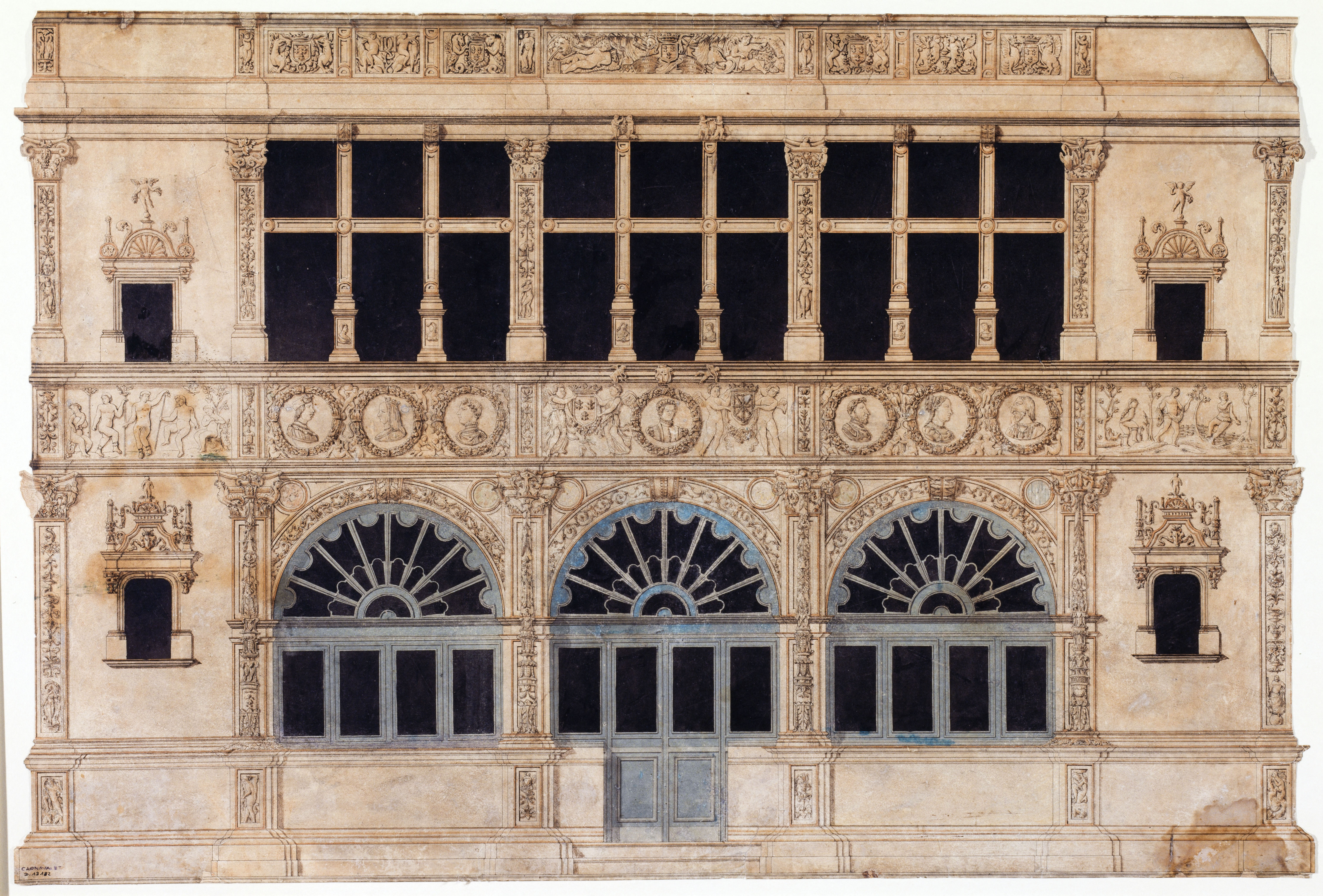
Dessin du décor de la façade.
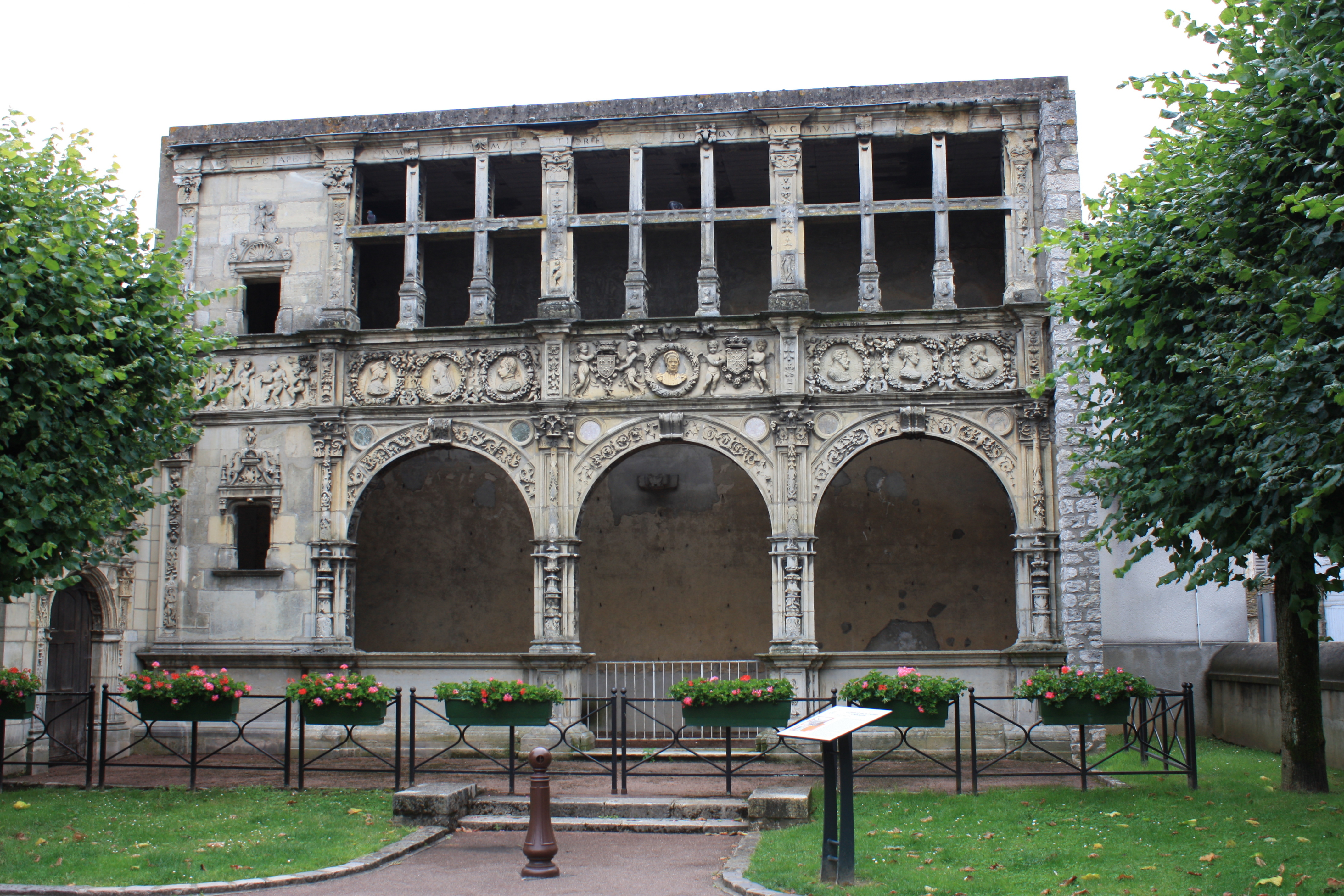
La façade de la maison remontée dans la cour de l'hôtel de ville de Moret.